# Klaudije Ptolemej
Klaudije Ptolomej ili Claudius Ptolemaeus (grčki: Κλαύδιος Πτολεμαῖος; drevni Egipat, oko 85. – Aleksandrija, oko 165. Aleksandrija, Egipat), poznat na hrvatskom kao Ptolemej, bio je starogrčki ili staroegipatski matematičar, zemljopisac, astronom, astrolog i glazbeni teoretičar koji je živio u Rimskom Egiptu, vjerojatno rođen u Tebaidi u gradu zvanom Ptolemais Hermiasov, a umro u Aleksandriji. U djelu od 13 knjiga Veliki matematički sustav astronomije (grč. Μεγάλη μαϑηματιϰὴ σύνταξις τὴς ἀστρονομίας), poznatijem kao Almagest, prema naslovu arapskog prijevoda u kojem je sačuvano, sustavno je izložio antičku znanost o svemiru u okviru geocentričnoga sustava. Taj se sustav (Ptolemejev sustav) osniva na pretpostavci da se Sunce, planeti i zvijezde gibaju oko Zemlje kao nepomičnoga središta svemira. Iako se zasnivala na pogrešnoj pretpostavci, ta se teorija dobro slagala s motrenjem gibanja planeta. Tek je Kopernikovom teorijom (1500.) Ptolemejev sustav zamijenjen heliocentričnim sustavom. Almagest je znanstveni tekst s najduljom upotrebom, sve do početka 17. stoljeća i Johannesa Keplera. Ptolemej je usavršio i matematičku teoriju gibanja Mjeseca, Sunca i planeta, u boljem skladu s opažanjima, izveo teoriju pomrčina i iznio nove geometrijske dokaze i teoreme. Hiparhov katalog položaja zvijezda nadopunio je na 1022 zvijezde. 
Osobit je doprinos zemljopisnoj (geografskoj) znanosti i kartografskoj spoznaji antičkoga svijeta dao djelom Geografska uputa (grč. Γεωγραφιϰὴ ὑφήγησις), kojim je stekao glas svjetskog učenjaka. Djelo od 8 knjiga, uključujući i karte tada poznatoga svijeta, nije sačuvano u izvorniku već u mnogim srednjovjekovnim prijepisima (prijepis Maksima Planuda na latinskom, Urbinski prijepis ili Codex Urbinas Graecus iz 13. stoljeća). Koordinatna mreža napravljena je u stožastoj projekciji s početnim meridijanom na Kanarima. U osmoj knjizi nalazi se karta pod naslovom Peta karta Europe (lat. Quinta Europae Tabula) s vrlo temeljitim prikazom Ilirika i Panonije (imena antičkih lokaliteta i njihove koordinate). 
Na području glazbe, Ptolemej je ostavio trosveščano djelo O harmoniji (grč. Ἁρμονιϰά), u kojem je sabrano najpreglednije znanje o antičkoj teoriji glazbe. Sastoji se od rasprava o načelima harmonije i akustike, o teoriji intervala i rodova te o takozvanom savršenom sustavu (grč. σύστημα τέλειον), o odnosima tonova i dijelova duše te nebeskih tijela, te od opisa mjernih instrumenata helikona i monokorda. Ptolemej se zalagao za dvostruke kriterije prosudbe valjanosti glazbenih djela: razumske, s pomoću matematičkih proračuna, i empirijske, na temelju sluha.

## Doprinosi
Ptolomej je napisao nekoliko znanstvenih rasprava, od kojih će tri odigrati znatnu ulogu u razvoju islamske i europske znanosti. Prva od tih astronomska je rasprava koja je danas poznata kao Almagest (na grčkom, Η Μεγάλη Σύνταξις, Velika rasprava, izvorno Μαθηματική Σύνταξις, Matematička rasprava). Druga je Geografska uputa, koja predstavlja temeljit prikaz zemljopisnoga znanja grčko-rimskoga svijeta. Treća je astrološka rasprava poznata kao Tetrabiblos (Četveroknjižje) u kojoj on pokušava horoskopsku astrologiju prilagoditi tadašnjoj Aristotelovskoj filozofiji prirode. Također je objavio i velik broj astronomskih karata, koje su u razdoblju renesanse imale velik utjecaj na razvoj europskog zemljopisa i kartografije. Detaljno je razradio geocentrični sustav koji je po njemu nazvan Ptolomejev sustav.

### Almagest
Almagest (arap. [taqrīr] al-mağasti: Najveće [djelo]), naslov, u arapskom prijevodu, Ptolemejeva kapitalnoga djela Veliki znanstveni sustav [astronomije] napisana na grčkome (‛Hμεγίστη σύνταξıς) u 13 svezaka, s potankim prikazom geocentričnog sustava. Uključuje i katalog 1022 zvijezde s podatcima o njihovim položajima i zvjezdanim veličinama. Katalog potječe vjerojatno od Hiparha.

### Ptolemejev poučak
Ptolemejev poučak izražava vezu između dijagonala i stranica tetivnoga četverokuta: "U svakom je tetivnom četverokutu produkt dijagonala jednak zbroju produkata duljina suprotnih stranica": 
{\displaystyle |{\overline {AC}}|\cdot |{\overline {BD}}|=|{\overline {AB}}|\cdot |{\overline {CD}}|+|{\overline {BC}}|\cdot |{\overline {AD}}|}
Taj se poučak primjenjuje i u trigonometriji.